# La Vía Augusta
La Vía Augusta  fue una serie de televisión emitida por TV3 durante una temporada y doce episodios, entre el 26 de abril de 2007 y el 2 de agosto del mismo año. Fue dirigida por Sonia Sánchez y escrita por Joaquín Oristrell y Enric Gomà.

## Argumento
La serie está ambientada en la Tarraco del año 24 A.C., la época de máximo esplendor de la ciudad. El emperador Augusto se traslada a la ciudad para seguir más cerca la conquista de los últimos poblados íberos resistentes a Hispania. Éste, preocupado por su salud, ordena a su antiguo médico, Pompeu, que se traslade a Tarraco. Pompeu, su suegra Drusil·la, que es quien dirige la familia, y el resto de la familia Escipión se instalan en la ciudad donde transcurrirá toda la serie.

## Reparto
César Augusto
- August: Jordi Bosch

Señores
- Clàudia: Mónica López
- Pompeu: Francesc Garrido
- Drusil·la: Anna Lizaran
- Calpúrnia: Cristina Plazas
- Antoni: Albert Ribalta
- Màrcia: Carla Nieto
- Marc: Ramon Pujol
- Júlia: Diana Gómez
- Adrià: Pau Poch

Esclavos
- Asdrúbal: Ferran Rañé
- Numància: Alícia Pérez
- Mandoni: Roger Casamajor
- Arinsal: Marc Arias
- Bescaran: Quimet Pla
- Osca: Alícia Orozco
- Laietana: Mar del Hoyo
- Caro: Joan Jaimez

Otros
- Diana: Vicenta N'Dongo
- Lívia: Carme Balagué
- General Vespasià: Toni Sevilla
- Aureli: Francesc Lucchetti